# Andreas Buchner (Historiker)

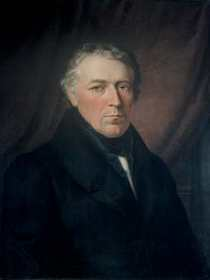
Bildnis von Andreas Buchner (um 1830)

Andreas Buchner (* 28. November 1776 in Altheim bei Essenbach; † 13. Dezember 1854 in München) war ein deutscher Theologe, Historiker und klassischer Philologe. Bekannt wurde er durch seine mehrbändige Geschichte von Baiern.

## Leben
Joseph Andreas Buchner wurde in Altheim, heute eine Gemarkung von Essenbach in Niederbayern, geboren. Seine Eltern, die dort eine halbe Hofstelle besaßen, bestimmten Buchner für den geistlichen Stand. Er besuchte zunächst das Gymnasium in Landshut und kam anschließend nach Ingolstadt. Dort beendete er im Herbst 1796 seine philosophischen Studien. Nach Abschluss seiner humanistischen Studien am Georgianum in München erhielt er am 23. September 1798 die niederen Weihen und wurde er am 1. September 1799 in Regensburg zum Priester geweiht.
Zurück in Altheim wurde Buchner zunächst Aushilfspriester. Am 29. Februar 1800 zum Supernumerar ernannt, erhielt er eine damit verbundene Kaplanstelle, die er bis 1804 betraute. Einen Ruf von der theologischen Fakultät in Königsberg lehnte er ebenso ab, wie seine Ernennung zum Regens des Georgianums und zog 1804 eine Professur am Lyzeum in Dillingen vor. Dort erschien 1805 eines seiner ersten Werke Das Wesen und die Formen der Religion, das 1809 in Landshut eine zweite, völlig neu bearbeitete Auflage fand. Darin und in einer weiteren Schrift über Erkenntnis und Philosophie (1806) forderte er eine wissenschaftliche Begründung religiöser Fragen. 1808 schloss sich sein Lehrbuch über die Vernunftlehre an. Diese Veröffentlichungen erregten großes Aufsehen. Am 29. Oktober 1811 wurde Buchner Professor für Geschichte am Lyzeum in Regensburg. Er begann mit archäologischen und historischen Studien und publizierte weitere Schriften. 1820 erschien der erste Band seines Hauptwerkes der Geschichte Baierns, das großen Beifall fand. Für die Fortsetzung dieses Projektes erhielt er im Oktober 1821 von König Maximilian I. 150 Gulden aus der Kabinettskasse und im November des gleichen Jahres von Königin Karoline eine Gedenkmedaille.
Neben seiner Tätigkeit als Historiker übernahm Buchner auch philosophische Vorlesungen am Lyzeum. Nachdem er 1822 der historischen Abteilung der Akademie der Wissenschaften in München das Manuskript für den dritten Band vorgelegt hatte, der zu den römischen Limesanlagen in Bayern führte, wurde ihm eine Versetzung in die Landeshauptstadt sowie eine Gehaltserhöhung angeboten. Im Oktober desselben Jahres erhielt er die Erlaubnis, vier Monate im Reichsarchiv studieren zu dürfen.
Nachdem Buchner 1823 für die Akademie eine mit 20 Dukaten preisgekrönte Schrift über die historische Gerichtsbarkeit verfasst hatte, wurde die Empfehlung zu einer Versetzung nach München wiederholt. Im August 1824 wurde er korrespondierendes Mitglied der Akademie und im Oktober an das Münchener Lyzeum versetzt. 1825 ernannte ihn die Akademie der Wissenschaften zum außerordentlichen Mitglied und 1826 wurde er außerordentlicher Professor für bayerische Geschichte an der von Landshut nach München verlegten Universität. Am 30. Januar 1827 erhielt er das Ehrendiplom als Doktor der Philosophie und im Oktober 1828 ordentlicher Professor. 1835 folge die Ernennung zum ordentlichen Mitglied der Akademie. Er setzt die Arbeit an seinem Werk der Geschichte Bayerns fort, das bis zur Regierungszeit von König Ludwig I. reichte und in zehn Bänden erschien. Dieser ernannte Buchner 1840 zum königlich geistlichen Rat.
Die philosophischen Vorlesungen und Studien führten zu seinen 1843 und 1844 erschienenen Grundsätze zur Philosophie, die sich mit Logik und Metaphysik sowie Moral und Rechtsphilosophie beschäftigten.
Andreas Buchner starb am 13. Dezember 1854 78-jährig in München an der Cholera.

## Grabstätte

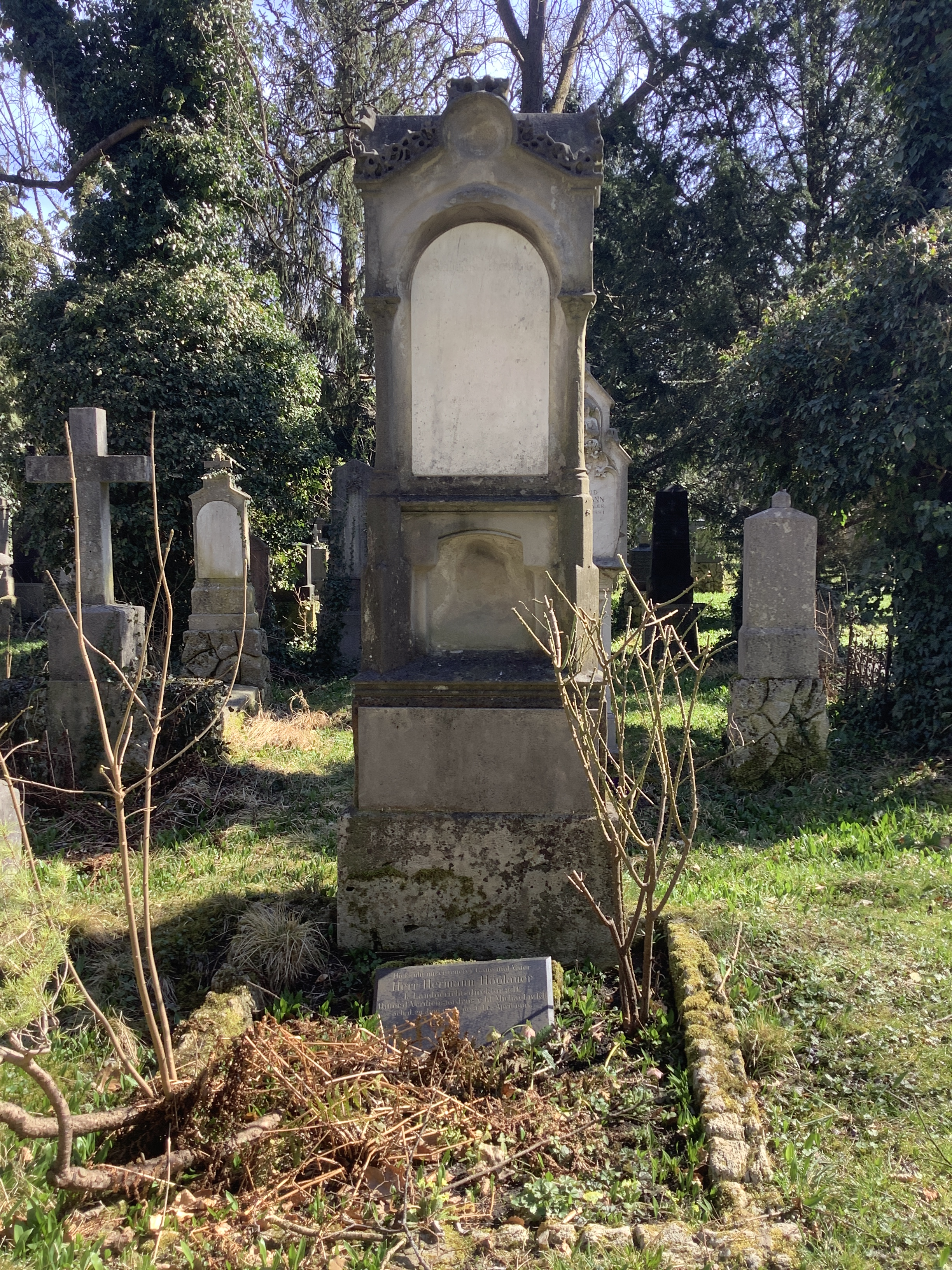
Grab von Andreas Buchner auf dem Alten Südlichen Friedhof in München

Die Grabstätte von Andreas Buchner befindet sich auf dem Alten Südlichen Friedhof in München (Gräberfeld 36 – Reihe 12 – Platz 18/19) Standort.

## Weitere Ehrungen
- Ehrenmitglied des Vereins für Nassauische Altertumskunde
- Ehrenmitglied des Historischen Vereins für den Untermainkreis
- Ehrenmitglied des Historischen Vereins für Niedersachsen
- Ehrenmitglied der Sinsheimer Gesellschaft zur Erforschung der vaterländischen Denkmale der Vorzeit
- 1849: Ritterkreuz des St. Michaelsordens
- 1853: Mitglied des Bayerischen Maximiliansordens für Wissenschaft und Kunst und Mitglied des Kapitels dieses Ordens[3]
- 1854: Ehrenkreuz des königlich bayerischen Ludwigsordens

## Werke (Auswahl)
- Das Wesen und die Formen der Religion. 1805 und 1809
- Die ersten Grundsätze der Ethik. 1807
- Reise auf der Teufels-Mauer. 1818
- Reisen auf der Teufels-Mauer. 1821–1831
- Lehrbuch der allgemeinen Geschichte. 1827–1830
- Charte von Bayern zur Zeit der Römer. 1831
- Neue Beiträge zur vaterländischen Geschichte, Geographie und Statistik. 1832
- Geschichte von Baiern. 1820–1855